# Santa Anna de Riber
Santa Anna de Riber és l'església parroquial de Riber, al municipi de Torrefeta i Florejacs (Segarra), inclosa a l'Inventari del Patrimoni Arquitectònic de Catalunya.

## Descripció
Església de nau única, de tres trams amb volta de llunetes i cor. Té dues capelles laterals per banda i les dues primeres amb volta de creueria i les segons s'obren al mur amb volta de canó. Té l'absis tallat. Tota feta amb carreus irregulars de pedra, amb arrebossat pintat de blanc a les voltes. Té l'enllosat de pedra.
A l'exterior, hi ha una entrada rectangular emmarcada amb carreus de pedra, i porta de fusta. A sobre petita obertura de mig punt que complementa l'entrada. Més a sobre, rosassa amb motllura, i culminant la façana, campanar d'espadanya amb dues obertures. La coberta a dues aigües.